# Lábasház (Sopron)
A Lábasház Sopron belvárosában, az Orsolya tér 5. alatt található késő reneszánsz épület. Manapság időszakos kiállítások színhelye.

## Története
1570 körül épült. Nevét földszinti árkádsoráról kapta.  Földszintjén valaha mészárszékek sorakoztak.
A második világháború alatti bombatámadások súlyos károkat okoztak a szomszédos Orsolya tér 4 alatti barokk épületben, amelynek helyén új épületet emeltek Erdeős László tervei alapján. (Ezt az épületet sokan bírálták.) Bár Sedlmayr János elképzelése a tér ezen részének kialakítására nem valósult meg, ám később mégis lehetővé vált, hogy a Lábasház időszakos kiállításoknak adjon helyet.

## Képgaléria

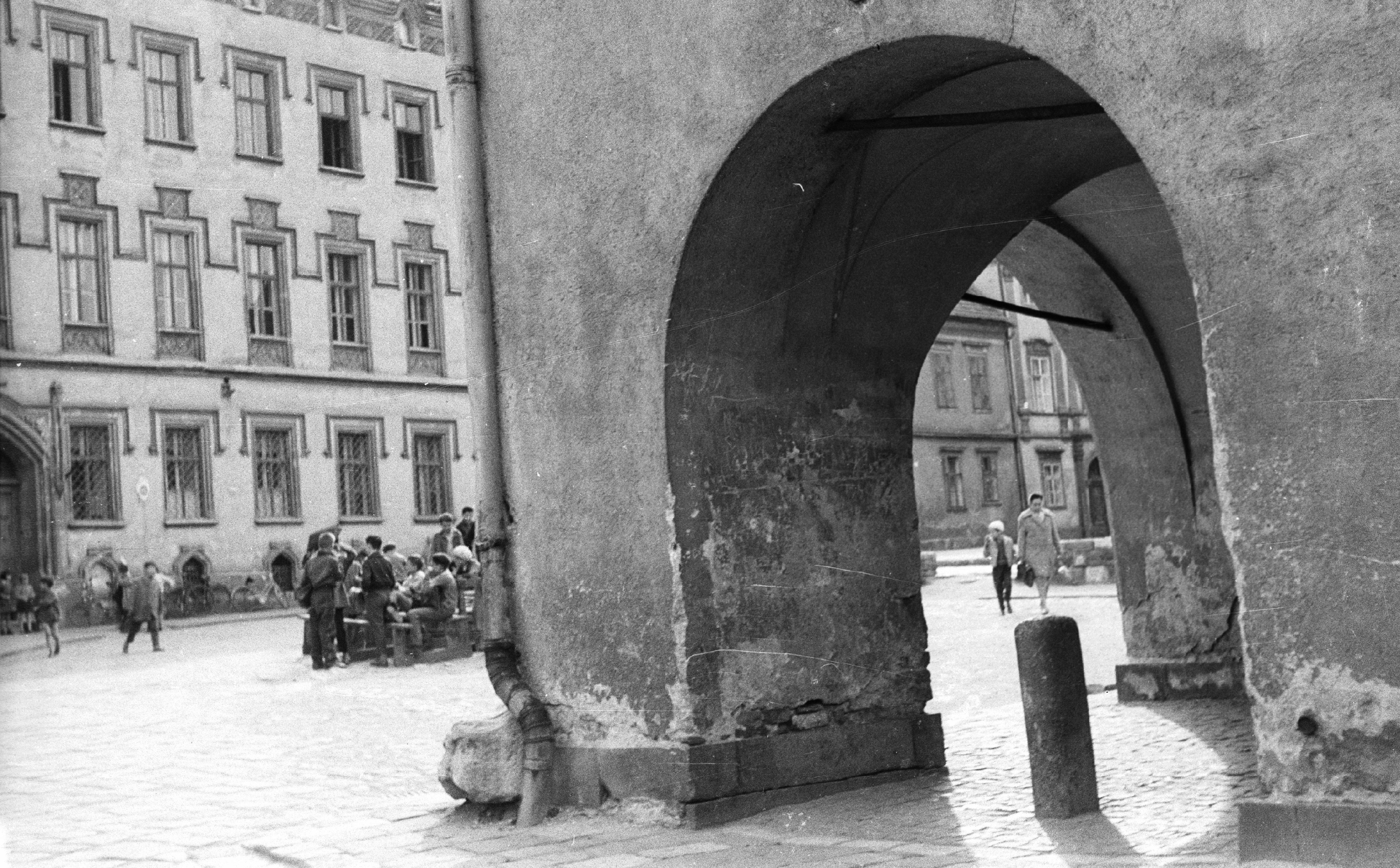
A Lábasház árkádja
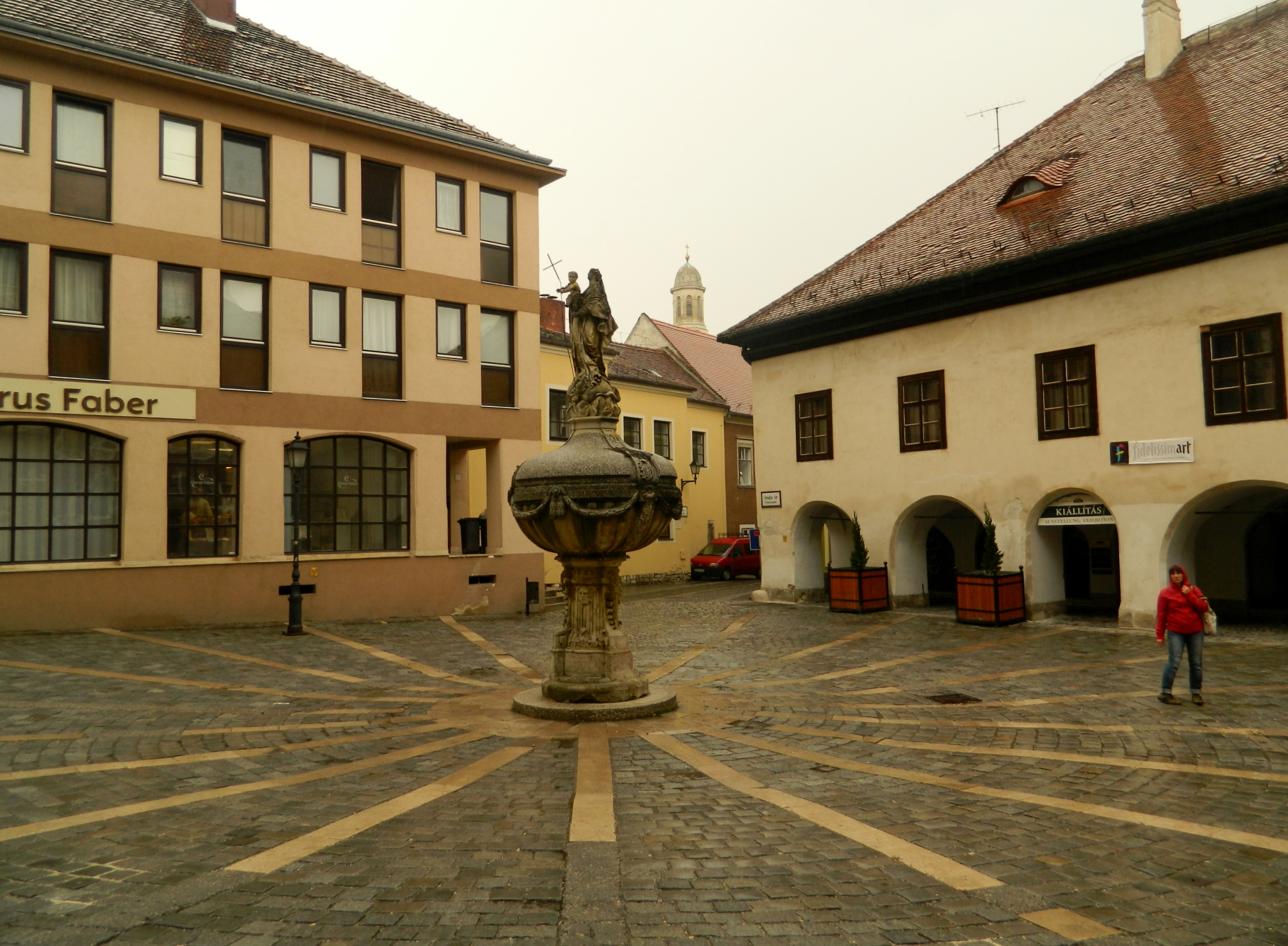
Jobbra a Lábasház, középen a Mária-kút